# Actea choba
Actea choba är en fjärilsart som beskrevs av Druce 1899. Actea choba ingår i släktet Actea och familjen tandspinnare. Inga underarter finns listade i Catalogue of Life.